# Bagaudové
Bagaudi či bagaudové (latinsky bagaudae či bacaudae) byli ozbrojenými skupinami většinou rolnických povstalců proti útlaku římské státní moci a velkostatkářů v méně romanizovaných oblastech Galie a Hispánie. Pojmenování vzešlo nejspíše z keltského jazyka galštiny (bagad), kdy se slovo ještě významově vztahovalo k bojovníkům. Vzestup bagaudů souvisí s krizí římské říše ve 3. století n. l. a pak s jejím konečným úpadkem v 5. století. Kromě rolníků a lidí nižších společenských vrstev mohly v krajních případech tyto nepravidelné voje početně zesílit o uprchlé otroky, zbojníky, barbary nebo dokonce dezertéry z řad římských legií. 

## Historie
Začátkem 80. let 3. století došlo k povstání bagaudů v Galii, jež se následně rozšířilo do celé provincie. Povstání vedli jistí Amandus a Aelianus. Důvodem byly neutěšené poměry rolníků, kolónů a příslušníků jiných nižších vrstev (humiliores), které římský stát nekompromisně finančně vysával, zatímco velkostatkáři a jiní privilegovaní (honestiores) se placení daní vyhýbali. V letech 285-286 vzpouru potlačil vojevůdce a císař Maximianus. 
Během 4. století, kdy byla římská říše opět stabilizována, prameny o bagaudech mlčí. To se změnilo na počátku 5. století. V neklidných časech, které následovaly po smrti císaře Theodosia I. (395), moc západořímské ústřední vlády v Galii a Hispánii stále více slábla. Z malých "gangů" se opět staly velké kořistnické komunity, proti kterým musela zakročit pravidelná armáda. Došlo to dokonce tak daleko, že v roce 407 musel římský vojevůdce Sarus vykoupit od místních bagaudů nerušený přechod přes Alpy odevzdáním veškeré své kořisti.
V polovině 5. století křesťanský kronikář Salvianus z Marseille popisuje bagaudy jako skupiny, které přijímaly do svých řad všechny, kteří chtěli uniknout nespravedlivému a zkorumpovanému římskému řádu. Zmiňuje také, že s obyčejnými hispánskými a galskými venkovany a obyvateli měst zacházeli lépe „barbaři“ než římská vláda: „Oni [nejchudší Římané] hledají důstojnost Římanů u barbarů, protože už nemohou dále tolerovat barbarské pokořování od Římanů [...]. Proto houfně migrují ke Gótům nebo k bagaudům či jiným barbarům, kteří všude vládnou. Dávají přednost svobodnému životu zabaleného do otroctví před otročením ve zdánlivě svobodné společnosti. [...] A proto jsou nuceni i ti, kteří neutečou k barbarům, jako velká část Hispánců a nezanedbatelné množství Galů, a nakonec všichni, kdo už nemohou být Římany kvůli římskému bezpráví rozšířenému po celém římském světě, státi se barbary.“
Kolem roku 430 se soudobé prameny zmiňují o oblastech v Galii, kde se lidé odstřihli od římských úřadů a žili podle vlastních zákonů. Přesto se bagaudům nepodařilo politicky zorganizovat a ani vytvořit jakousi skupinovou identitu, která by dodala jejich oprávněným požadavkům větší váhu. Spojenectví s jinými skupinami uzavírali pouze v dobách ohrožení, například na obranu svých domovských regionů před nájezdníky, pokud v jejich blízkosti nebylo žádné pravidelné vojsko. Někdy se však spojili i s útočníky, zejména když bylo třeba obléhat města nebo terorizovat provinční vyšší vrstvy. Jejich hnízda odporu se však jedno po druhém rozpadala, velmi často přičiněním federátů, kteří chránili říši nejen navenek, ale i uvnitř: krátce poté, co Alarichovi muži v roce 410 vyplenili Řím, byli odveleni do jižní Galie, aby tam potlačili velké povstání bagaudů. Nakonec byli bagaudi pod vedením Tibata a Basila poraženi a rozprášeni pravidelnými západořímskými jednotkami a Vizigóty.
V roce 430 tento úkol převzala hunská vojska, která římská vláda nasadila proti bagaudům jižně od Loiry. Stejně jako císařští úředníci, i federáti měli zájem na rychlém ukončení těchto nepokojů, protože byli rovněž závislí na pravidelných daňových příjmech. Někteří z nich se pravděpodobně stěhovali z jednoho vojenského uskupení do druhého podle toho, které nabízelo lepší životní podmínky. Podle zprávy z 5. století se například Medicus Eudoxius přidal nejprve k bagaudům a později k Hunům. Kvůli vysokým daním a povinnostem, které požadovali římští místodržící, se k bagaudům hrnulo stále více nespokojených a zoufalých lidí. V polovině 5. století se tyto skupiny rozrostly natolik, že nakonec na čas založily vlastní komunity a federáti je považovali téměř za sobě rovné. V hispánské provincii Tarraconensis hráli bagaudové důležitou roli také v bojích v období stěhování národů, když se je císař Maiorianus pokus využít v boji proti Vandalům (r. 458).